# Grigórkino
Grigórkino (en rus: Григоркино) és un poble de l'óblast de Leningrad, a Rússia, pertany al districte rural de Boksitogorski. El 2017 tenia 12 habitants.